# Axel Strøbye
Axel Strøbye (* 22. Februar 1928 in Frederiksberg; † 13. Juli 2005 in Kopenhagen) war ein dänischer Schauspieler.

## Leben und Karriere
Axel Strøbye ließ sich nach einem Architekturstudium von 1950 bis 1952 an der Schauspielschule des Königlichen Theaters ausbilden. Danach spielte er auf nahezu allen dänischen Bühnen und war mit Unterbrechungen ab 1968 festes Ensemblemitglied am Königlichen Theater, wo er über 60 Rollen (Shakespeare, Strindberg, Ibsen) spielte. Seit seinem Debüt 1951 trat er in rund 130 Film-und-Fernsehproduktionen, zudem auch in Werbung auf. Mit dem späteren Olsenbande-Star Poul Bundgaard veröffentlichte er 1969 sogar ein Gesangsduett.
Seine populärste Rolle war die des Kommissar Jensen in 10 der 14 Teile der dänischen Olsenbande-Reihe, wo er 1973 seinen ersten Auftritt in Die Olsenbande läuft Amok hatte. Ab 1974 wurden die Wortgefechte zwischen dem erfahrenen aber desillusionierten Kommissar Jensen, der die Verbrechensbekämpfung als sinnlos ansieht, und seinem jungen und ehrgeizigen Assistenten Holm (dargestellt von Ole Ernst, im 9. Teil von Dick Kaysø) legendär.
Axel Strøbye war in erster Ehe von 1953 bis 1961 mit der Schauspielerin und Tänzerin Kirsten Jessen verheiratet. In zweiter Ehe war er von 1962 bis 1974 mit der Schauspielerin Lone Hertz verheiratet, mit der er einen Sohn und eine Tochter hatte. In dritter Ehe war er von 1974 bis zu seinem Tod im Juli 2005 mit der Schauspielerin Hanne Borchsenius verheiratet. Strøbye starb im Alter von 77 Jahren an einer Krebserkrankung. Seine Grabstätte befindet sich auf dem Lyngby-Parkfriedhof in Kopenhagen.
Im südlichen Teil des Kopenhagener Stadtteils Valby wurde in einem 2006 neu erschlossenen Viertel im Jahr 2015 der „Axel Strøbyes Vej“ (Axel Strøbye Weg) nach dem Schauspieler benannt.

## Filmografie (Auswahl)
- 1960: Kein Pardon nach Mitternacht (Den sidste vinter) – Regie: Edvin Tiemroth
- 1963: Das tosende Himmelbett (Pigen og pressefotografen)
- 1964: Gertrud
- 1965: 39 Seemänner und ein Mädchen (Een Pige og 39 sømænd)
- 1965: Die Flottenpflaume (Flådens friske fyre)
- 1966: Tugend läuft Amok (Dyden går amok)
- 1966: Ich, ein Liebhaber? (Jeg - en elsker) – Regie: Niels Holm
- 1966: Kleine Sünder – große Sünder (Min søsters børn)
- 1967: Die Ferien meiner Frau (Min kones ferie)
- 1967: Sünder überall (Min søsters børn på bryllupsrejse)
- 1967: Vergiß nicht, deine Frau zu küssen (Elsk din næste)
- 1970: Mazurka im Bett (Mazurka pa serge eknetn)
- 1970–1977: Oh, diese Mieter! (Fernsehserie, 3 Folgen)
- 1972: Professor Bumskes Liebesschule (Takt og tone i himmelsengen) – Regie: Sven Methling
- 1972: Studentenfutter (Rektor pa sengekanten) – Regie: John Hilbard
- 1973–1998: Olsenbanden-Serie (10 Filme)
- 1978–1982: Die Leute von Korsbaek (Fernsehserie, 13 Folgen)
- 1983: Otto ist ein Nashorn (Otto er et naesehorn) – Regie: Rumle Hammerich
- 1984: Rainfox
- 1984: Privatdetektiv Anthonsen (Fernsehserie, 4 Folgen)
- 1987: Babettes Fest (Babettes gæstebud)
- 1987: Pelle, der Eroberer (Pelle erobreren)
- 1988: Das Mädchen auf der Schaukel (The Girl in a Swing)
- 1988–1989: Station 13 (Fernsehserie, 3 Folgen)
- 1990: Camping – Regie: Rune Lund-Sörensen
- 1991: Høfeber